# Ralph Connor
Charles William Gordon, född 13 september 1860, död 31 oktober 1937, var en kanadensisk författare, känd under pseudonymen Ralph Connor.
Gordon var av skotsk härkomst, och var presbyteriansk pastor i Winnipeg. Med stark etisk tendens i sina böcker, delvis byggda på hans erfarenheter som missionär i västerns pionjärbygder, skildrar Gordon med förkärlek nybyggarlivet både under 1800- och 1900-talet på prärien och bland Klippiga bergen. I Kanada och Storbritannien var han mycket populär.

## Svenska översättningar
- Himlalotsen: en berättelse från västern (översättning Vendela Emanuelsson, Palmquist, 1904)
- Lifvet i Black Rock: en berättelse (Black Rock) (översättning Vendela Emanuelsson, Palmquist, 1905)
- Nihilisten (The settler: a tale of Saskatchewan) (översättning Sten Granlund, Nordiska förlaget, 1914)
- Sjuttio gånger sju: en berättelse från Kanada (The Gaspards of Pine Croft) (översättning, Aline Cronhielm, Lindblad, 1924)